# II. Péter brazil császár
II. Péter (Dom Pedro II., teljes nevén Pedro de Alcântara João Carlos Leopoldo Salvador Bibiano Francisco Xavier de Paula Leocãdio Miguel Rafael Gabriel Gonzaga de Bragança e Habsburgo) (Rio de Janeiro, 1825. december 2. – Párizs, 1891. december 5.) Brazília második, egyben utolsó császára.

## Élete

A Brazil Császárság címere

I. Péter és Habsburg Mária Leopoldina főhercegnő hetedik gyermekeként született. 1831. április 7-én, apja lemondását követően foglalta el a brazil trónt, de eleinte ifjú kora miatt gyámság alatt állt. 1840-ben lett önálló uralkodóvá. Jóakaratú, önzetlen uralkodó volt, aki az alkotmányos formák megtartása mellett nagy befolyással bírt az ország kormányára. 

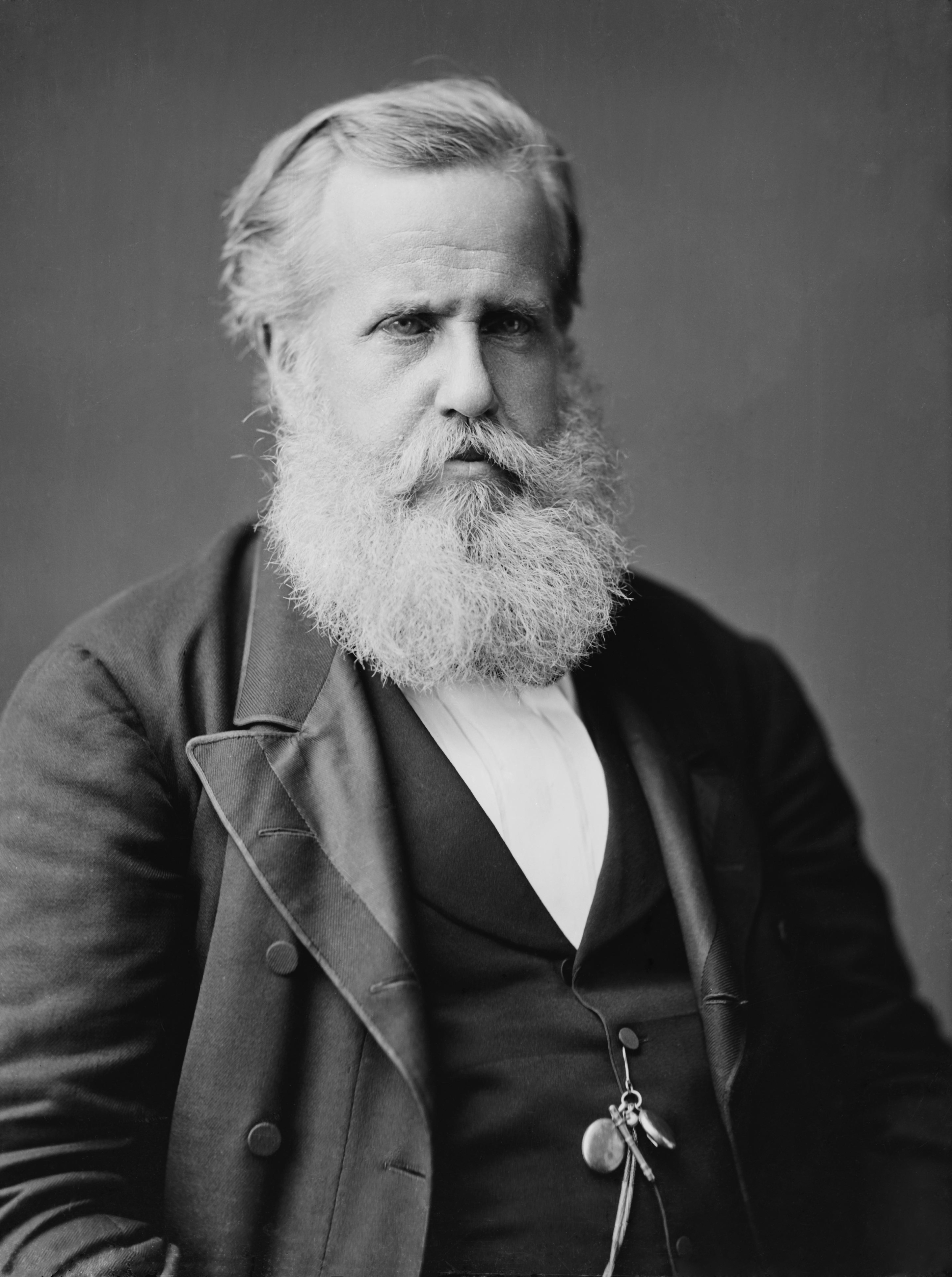
II. Péter császár (1876)

Munkásságát sok háború megzavarta. 1851-52-ben Argentína, 1854-55, 1864-65-ben Uruguay, 1865-70-ben pedig Paraguay ellen viselt hadat. Ez utóbbi Brazília, Argentína és Uruguay szövetségében folyt (az ún. hármas szövetség háborúja), ami viszont Paraguayt szinte teljesen elpusztította.
Mindezen sikerek ellenére nem tudta megfékezni a köztársaság-pártiak megerősödését, ami az 1889. november 15-ei bukásához vezetett. A trónfosztás egyik oka az volt, hogy a hadsereg egy része nehezen fogadta el a nőági trónöröklést hogy a lánya, Izabella hercegnő, aki trónörökösként már többször helyettesítette apját annak távollétében régensként, kövesse II. Pétert a trónon, illetve az előző évi, 1888-as rabszolga-felszabadító törvény, amely eltörölte Brazíliában a rabszolgaságot. Kimondták II. Péter és a Bragança-ház trónfosztását, majd kikiáltották a köztársaságot is. Ekkor Péter elhagyta Brazíliát és Franciaországban talált menedéket, de a trónról haláláig nem mondott le. Mauzóleuma a brazíliai Petrópolisban található.

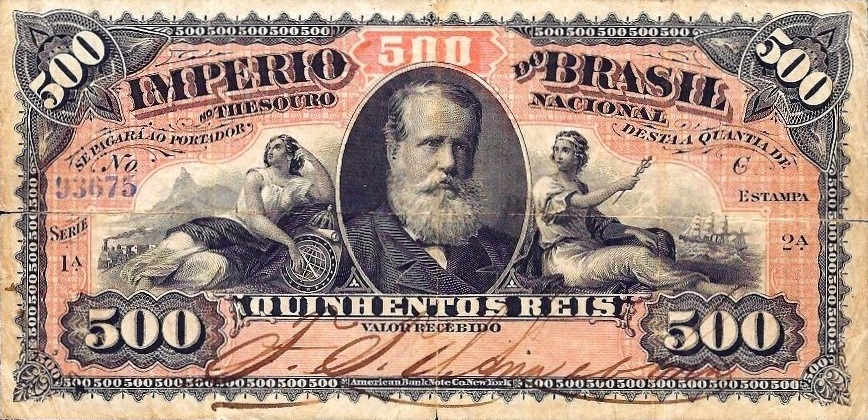
Brazil 500 reálos bankjegy II. Péter császár portréjával, 1880-as sorozat.
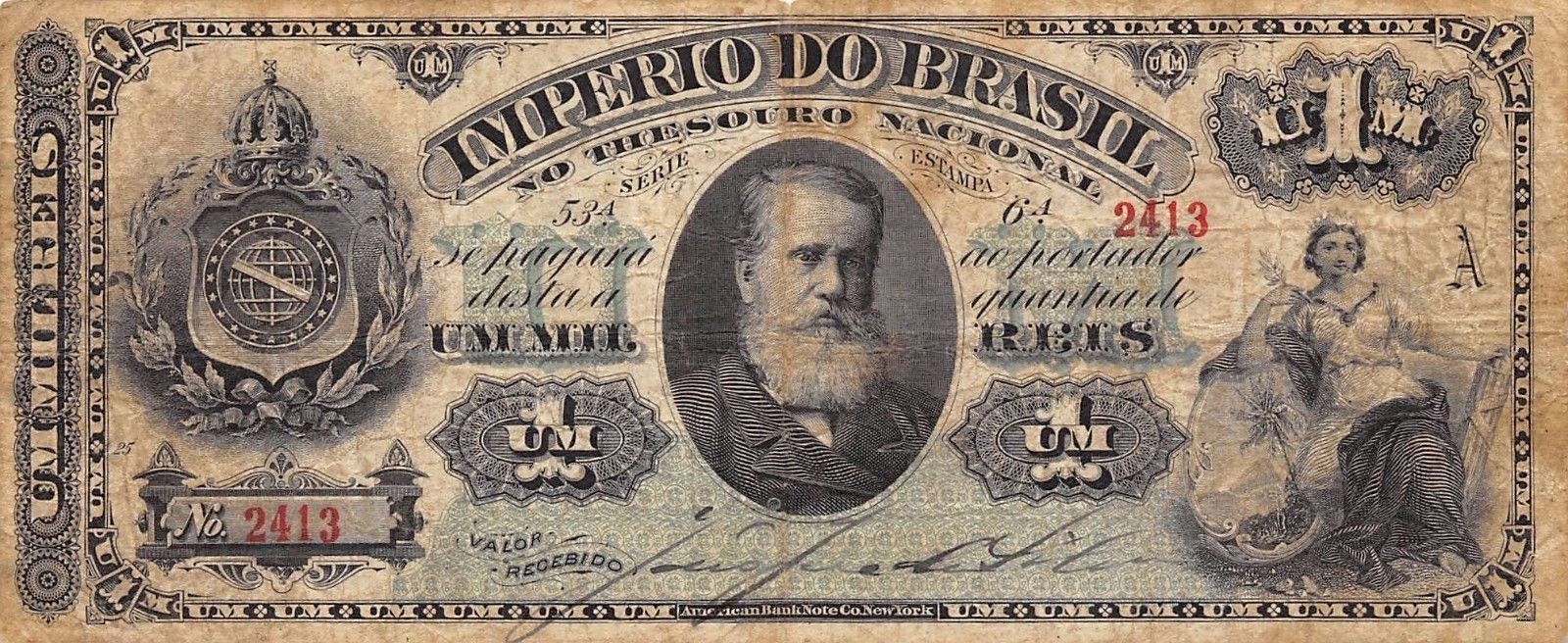
Brazil 1 milreis (1000 reál) bankjegy II. Péter császár portréjával, 1879-es sorozat.

## Családja
Nejétől, a Bourbon-házból származó Terézia Krisztina Mária nápoly–szicíliai királyi hercegnőtől (1822–1889) négy gyermeke született:
- Alfonz Péter (1845–1847), kisgyermekként meghalt.
- Izabella (1846–1921)
- Leopoldina Terézia (1847–1871), Ludwig August szász–coburg–gothai herceg (1845–1907) felesége.
- Péter (1848–1850), kisgyermekként meghalt.